# Luis Aladrén Mendivil
Luis Aladrén Mendivil (Zaragoza, España, 1852-San Sebastián, España, 1902) fue un arquitecto español, cuya obra es representariva del eclecticismo español de finales del siglo XIX.

## Biografía
Titulado en 1881, realizó casi toda su obra en San Sebastián y Bilbao. En esta última construyó importantes edificios que iniciaron el desarrollo de la ciudad.
En su ciudad natal, proyectó en 1885 la Joyería Aladrén, hoy Gran Café de Zaragoza, situada en una esquina de la Calle Alfonso I, siguiendo el estilo ecléctico e historicista propio de finales del siglo XIX. 
En la capital donostiarra proyectó el Antiguo Gran Casino de San Sebastián, cuya construcción tuvo lugar entre 1882 y 1887, y que hoy es la sede del Ayuntamiento, el interior de la Diputación Foral Guipuzcoana (1887), que había sido destruida unos pocos años antes por un incendio, y la Casa Urbieta (1890), todos ellos junto a Adolfo Morales de los Ríos. También levantó en 1894 la Villa Almudena, en el exclusivo barrio donostiarra de Miraconcha, y el Convento de las Siervas de María.
En Bilbao proyectó la Casa Montero en la Alameda de Recalde,  construida en 1902 junto a Jean Batiste Darroquy y su obra más conocida, el Palacio de la Diputación Foral de Vizcaya (1900), obra de estructura neoclásica y profusa decoración neoplateresca en las que se ven signos inequívocos de modernismo. 
En los últimos años de su vida fue vencido por la enfermedad y tuvo que dejar sus obras en manos de otros arquitectos que las finalizaron. Falleció en San Sebastián en 1902.